# Charles Whitney Gilmore

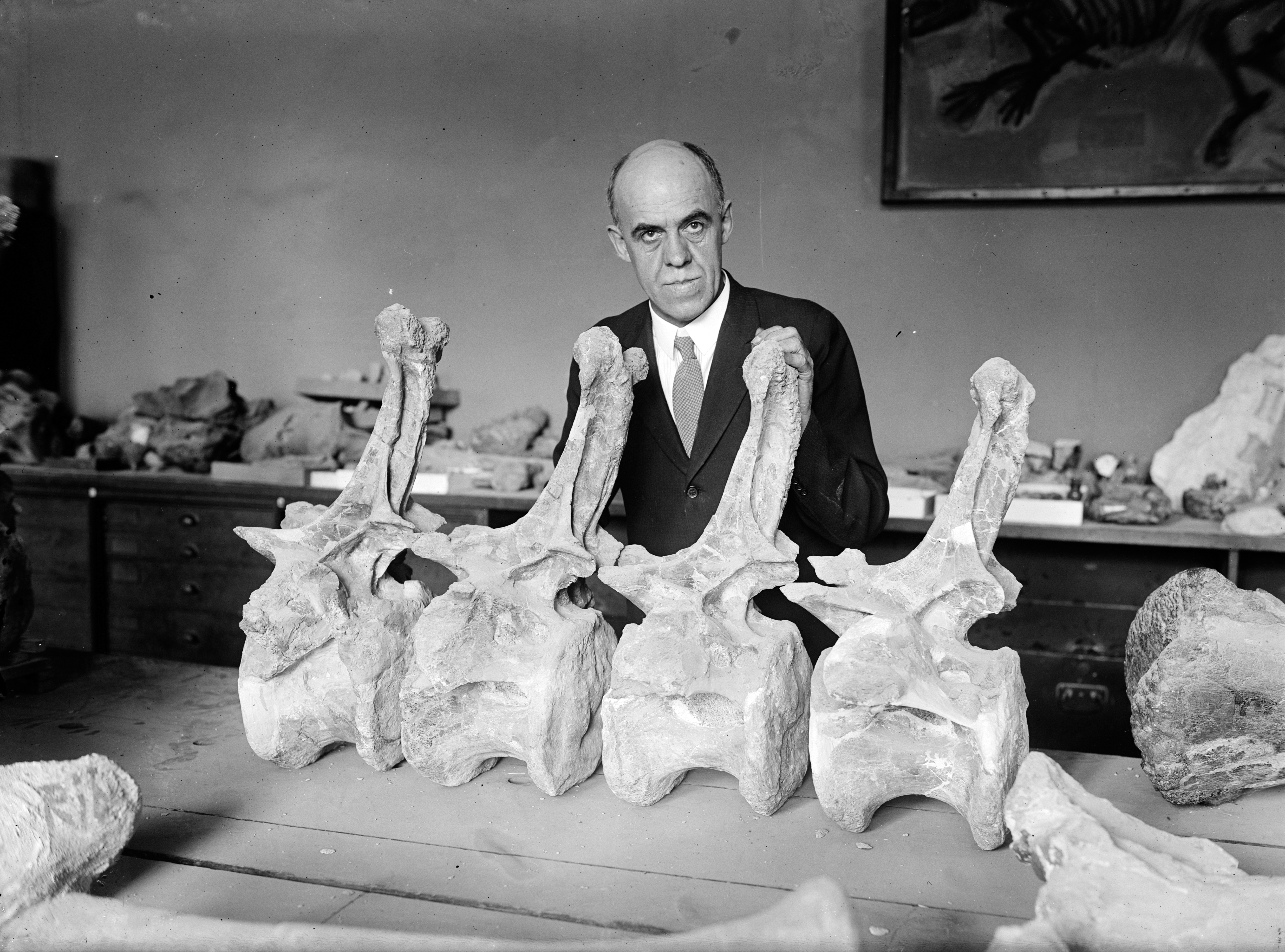
Gilmore in 1924 naast wervels van Diplodocus longus

Charles Whitney Gilmore (Pavilion, 11 maart 1874 - New York 27 september 1945) was een Amerikaans paleontoloog.
Gilmore benoemde een aantal dinosauriërs in Noord-Amerika en Mongolië, onder andere Alamosaurus, Alectrosaurus, Archaeornithomimus, Bactrosaurus, Brachyceratops, Chirostenotes, Mongolosaurus, Parrosaurus, Pinacosaurus, Styracosaurus en Thescelosaurus. Hij beschreef ook dinosauriërs die door andere onderzoekers waren gevonden, en schreef drieënveertig wetenschappelijke artikelen en monografieën over deze groep, zoals een monografie over Stegosaurus in 1914, een over carnivore dinosauriërs in 1920, een verhandeling over Apatosaurus in 1936 en een meer gefocuste studie over de jonge Camarasaurus in het Carnegiemuseum in 1936.

## Jeugd
Gilmore werd geboren in Pavilion, in de staat New York. Zijn vader was een boer in dit dorpje. Zijn belangstelling voor paleontologie werd gewekt op zijn zesde jaar toen een tante hem meenam naar Rochester om Ward's Natural Science Establishment te bekijken, indertijd Amerika's grootste groothandel op het gebied van de natuurlijke historie. Onmiddellijk begon hij ook zelf een verzameling naturalia aan te leggen. In 1882 verhuisde zijn familie naar Howell in Michigan en in 1897 ging hij mijnbouwkunde studeren aan de University of Wyoming te Laramie. Om reiskosten te besparen legde Gilmore de afstand naar de universiteit, zo'n tweeduizend kilometer, te voet af. Dat instituut lag — niet toevallig — midden tussen enkele rijke dinosauriërvindplaatsen en Gilmore assisteerde als student opgravingen door William Harlow Reed, terwijl zijn moeder als kokkin de maaltijden van de teams verzorgde. In 1898 onderbrak Gilmore voor een half jaar zijn studie en nam in het kader van de Spaans-Amerikaanse Oorlog dienst bij de Amerikaanse cavalerie; hij diende tussen mei en 17 oktober 1898 als sergeant eerste klas bij het vrijwilligersregiment Torrey's Rough Riders maar de oorlog was al voorbij voordat Cuba door zijn eenheid bereikt kon worden.
Na zijn afstuderen in 1901 als science bachelor ging Gilmore als verzamelaar en preparateur werken voor het Carnegie Museum in Chicago; al als student had hij in de zomer van 1900 aan opgravingen door dat museum deelgenomen onder Olaf Peterson, nadat hij in juni gerekruteerd was door John Bell Hatcher. Gilmore's moeder fungeerde als kok tijdens deze expeditie. In het veldseizoen van 1902 verzamelde hij fossielen van Camarasaurus in Wyoming; in 1903 was hij in het begin ook daar werkzaam maar verplaatste zijn activiteiten later naar Kansas om zeereptielen op te graven.

## Verdere carrière
Op 2 november 1903 werd Gilmore aangenomen door het United States National Museum in Washington D.C., eerst als preparateur en verzamelaar. Hij begon met het prepareren van een schedel van Triceratops die nog uit de verzameling was overgenomen van Othniel Charles Marsh. In 1904 kreeg hij een aanstelling in vaste dienst. In 1905 stelde hij samen met preparateur Norman H. Boss het triceratopsskelet op dat de bijnaam "Hatcher" kreeg. In 1908 werd hij benoemd tot suppoost van de reptielenverzameling. Zijn hoofdtak was toen de verhuizing naar een nieuwe museumgebouw. Tussen 1911 en 1923 was Gilmore assistent- en adjunctconservator van de United States National Museum Division of Vertebrate Paleontology en beschreef tijdens die periode een van de best gekende titanosauriden: Alamosaurus. Vanaf 1923 tot zijn dood was hij conservator van de afdeling. Tussen 1923 en 1931 begeleidde hij de opgraving van een skelet van Diplodocus in het Dinosaur National Monument. 
Gilmore was een niet onverdienstelijk beeldhouwer en maakte zelf dinosauriërmodellen. Tot op vrij late leeftijd gaf hij zelf leiding aan opgravingen; in totaal was hij betrokken bij zestien expedities. Behalve over dinosauriërs publiceerde hij ook over andere uitgestorven en nog levende reptielen; in totaal was hij de auteur van honderdzeventig wetenschappelijke artikelen. In de jaren dertig begonnen dinosauriërs uit de belangstelling te raken; als een van de weinigen die er nog wel over schreef, wist Gilmore een vrij groot stempel te drukken op dat studiegebied en gold toen als de meest gezaghebbende Amerikaanse expert op dat terrein.

## Karakter
Gilmore was qua karakter een wat gesloten man, vrij formeel in de omgang, die zich verre hield van ruzies en controverses. Edwin Harris Colbert prijst hem om zijn bescheidenheid en gulheid; zijn huis stond altijd gastvrij open voor collega-paleontologen. Peter Dodson vond hem toch een beetje saai. Gilmore huwde op 22 oktober 1902 een meisje uit Laramie, Laure Coutant, woonde vanaf 1903 tot het eind van zijn leven in Washington en kreeg drie dochters. Zijn belangrijkste hobby was golf. Gilmore ligt begraven op de Arlington National Cemetery.
In 1979 werd Gilmore postuum geëerd doordat er een dinosauriër naar hem vernoemd werd: Gilmoreosaurus.